# Mantella bernhardi
Mantella bernhardi är en groddjursart som beskrevs av Vences, Glaw, Peyrieras, Böhme och Busse 1994. Mantella bernhardi ingår i släktet Mantella och familjen Mantellidae. IUCN kategoriserar arten globalt som starkt hotad. Inga underarter finns listade i Catalogue of Life.